# Henry Codman Potter

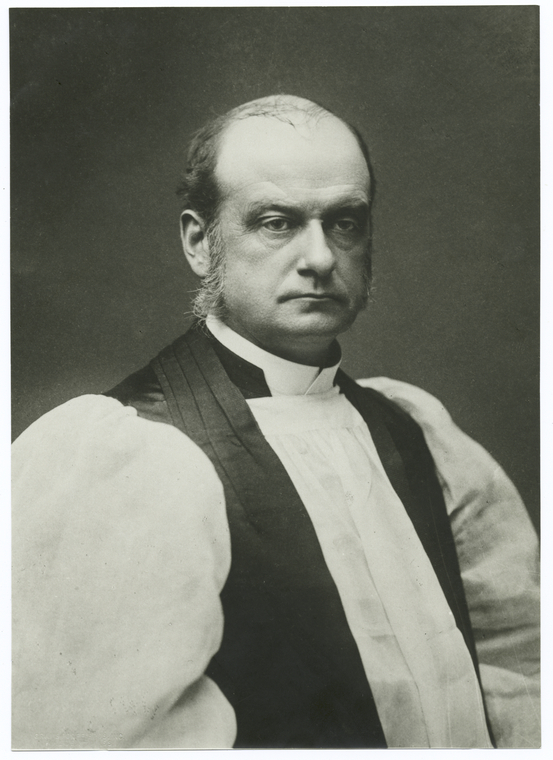
Henry Codman Potter, c. 1890.

Henry Codman Potter (25 de mayo de 1835-21 de julio de 1908) fue un obispo protestante, nacido en Schenectady, Nueva York, Estados Unidos. Era hijo del obispo Alonzo Potter. Su nieto, Henry Codman Potter II o H. C. Potter, fue un productor y director de teatro y de cine estadounidense.

## Vida
Fue educado en la Philadelphia Academy of the Protestant Episcopal Church y en el Seminario teológico de Virginia, donde se graduó en 1857. Fue ordenado diácono en 1857, y sacerdote en 1858; fue rector de la Iglesia de Cristo en Greensburg, Pensilvania en 1858 y 1859, y de la Iglesia de San Juan en Troy, Nueva York en 1859 y 1866.
Fue conocido por su interés en reformas sociales y política.

## Familia
Tuvo al menos cinco hermanos:
- Clarkson Nott Potter (1825-1882) fue un miembro demócrata de la Casa Nacional de Representantes luego de la guerra civil.
- Robert Brown Potter (1829?1887) fue un General de los Estados Unidos General durante la guerra civil.
- Edward Tuckerman Potter; arquitecto que diseñó el Nott Memorial en el Union College.
- William Appleton Potter (1842?1909) fue un arquitecto americano que diseñó numerosos edificios, incluyendo la Iglesia de los Presidentes en Elberon, New Jersey.
- Eliphalet Nott Potter

## Publicaciones
- Sisterhoods and Deaconesses at Home and Abroad (1872);
- The Gates of the East (1876), a book of travels; Sermons of the City (1881)
- Waymarks (1892)
- The Scholar and the State (1897)
- The East of To-day and Tomorrow (1902)
- The Industrial Situation (1902)
- Law and Loyalty (1903)
- Reminiscences of Bishops and Arch-Bishops (1906)